# Bogusz

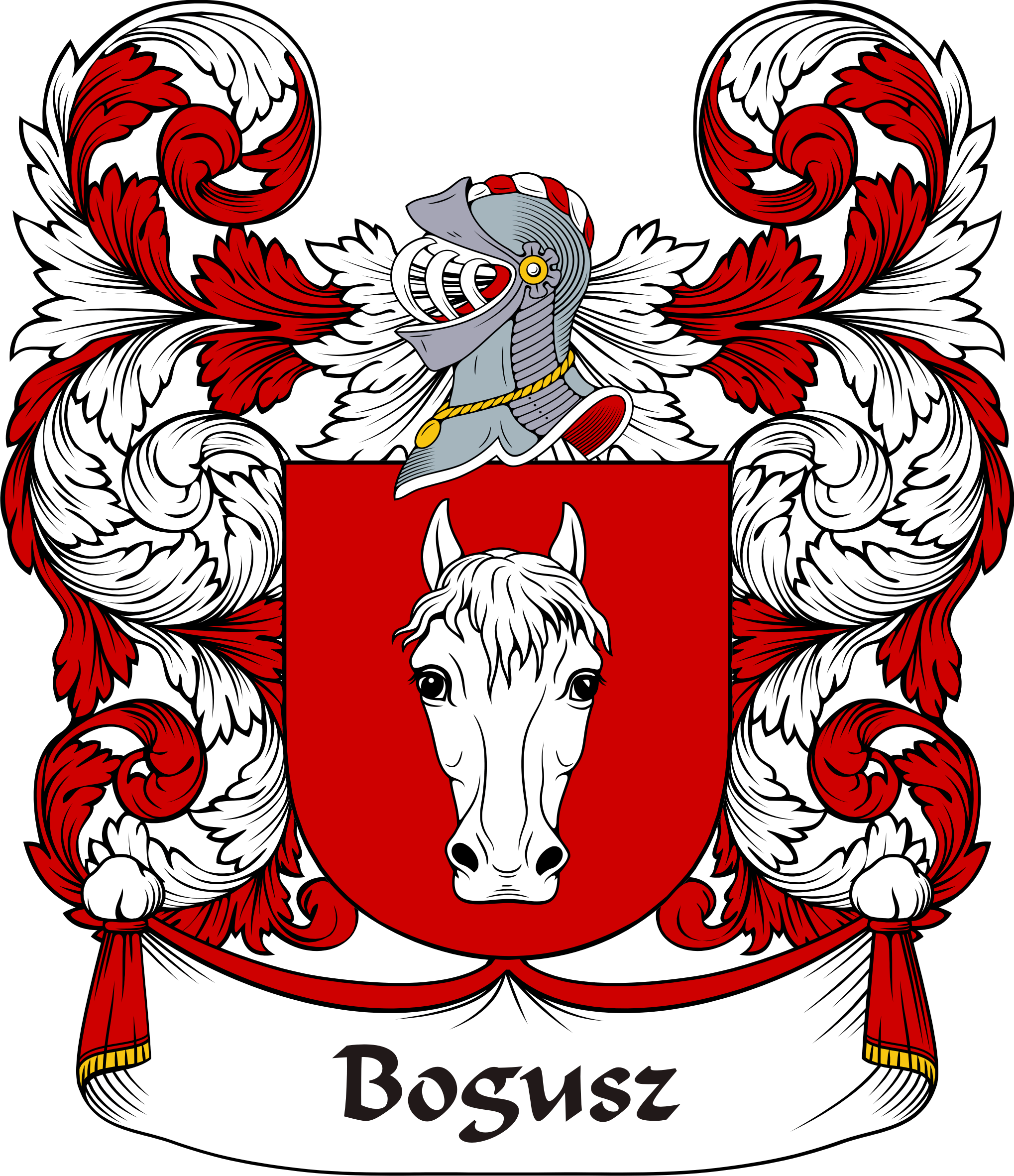
Brasão de Armas da Família Bogusz.

Bogusz é um sobrenome polonês que surgiu no século XIII.
Na Polônia medieval havia brasões de clãs que abrigavam até centenas de linhagens familiares, cada uma com o seu próprio sobrenome. Esse sistema era formado inicialmente pela linhagem e depois, quando o grau de parentesco se afastava, tornava-se um clã. A perda dessa relação de parentesco, tornaria estranhos entre si os membros do clã, o que foi evitado, justamente pelo uso de um brasão de armas. Providência indispensável em época de guerra, uma vez que os clãs constituíam unidades militares.
Muitas pessoas sabem que os poloneses são de origem eslava, mas não sabem que a partir dos séculos V e VI d.C. este povo veio da região dos Cárpatos e efetuaram uma série de migrações. Não se sabe ao certo quando nem porque, o fato é que em tal época encontravam-se divididos em três grupos, os quais perduram até hoje: eslavos meridionais (sérvios, croatas, eslovenos), ocidentais (poloneses, tchecos, eslovacos, boêmios, sorábios, wends, etc.) e, os eslavos do leste (que originaram russos, ucranianos e bielorrussos). Atualmente o uso do termo "eslavo" designa mais uma ligação linguística do que étnica. Pois cada grupo eslavo mesclou-se com a população original do local que ocuparam. Os eslavos do sul mesclaram-se às populações pré-indoeuropeias ali existentes, etnicamente tendo caracteres acentuadamente mediterrâneos. Já os eslavos ocidentais e orientais acabaram por misturar-se com populações do norte; tchecos, morávios e poloneses misturaram-se com germanos do centro da Europa, enquanto que russos assimilaram grandes contingentes ugro-fineses e mongóis, bielorrussos "lituanizaram-se" e ucranianos sofreram notável influência das tribos turcas do sul (tendo inclusive, grande orgulho nacional dos cossacos, que nada mais eram do que uma tribo aparentada aos cazaques). Sendo assim, encontram-se entre os eslavos tipos mediterrâneos, loiros, até alguns com traços mongólicos. Os bálticos, assim como os germânicos, além de possuírem carência pigmentária e estatura média-alta (eslavos do leste e ocidentais em grande parte também possuem) são dolicocéfalos sugerindo, portanto, sua vinculação comum de origem.

## Interpretação Heráldica do Brasão
O brasão dos Bogusz é composto por um escudo vermelho, que simboliza coragem, com uma cabeça de cavalo, que é um emblema de nobreza, intrepidez e lealdade.
A cor vermelha do escudo indica as virtudes e as qualidades do seu portador, corresponde aos minerais, aos vegetais, a cronologia e ao sistema planetário, aos próprios ditames do código da antiga Cavalaria. Exemplificando, o esmalte corresponde:
- nas virtudes cristãs, a Caridade e ao Amor;
- nas virtudes mundanas, a Coragem e a Magnanimidade;
- nas pedras preciosas, ao Rubi;
- nos metais, ao Cobre a ao Bronze;
- nos símbolos zodiacais, a Áries;
- nos dias da semana, a Terça-feira;
- nos meses do ano, a Março e Outubro;
- nos quatro elementos, ao Fogo;
- nas árvores, ao Cedro;
- nas flores, ao Cravo;
- nos animais, ao Pelicano;
- no sistema planetário, a Marte;
- nos temperamentos, ao Colérico;
- nas idades do homem, a Virilidade;
- no Código da Cavalaria, obriga a socorrer as vitimas da opressão e da injustiça.

Tendo por base o significado do escudo, também, é necessário definir as peças externas que adornam as armas do brasão, as quais seguem as regras da antiga tradição heráldica, conforme pode ser observado na explicação a seguir:
1. Elmo: Esta palavra é designada na heráldica, como uma peça da armadura que protege a cabeça que é desenhada sobre o escudo. Teoricamente, o elmo deveria ser usado somente por cavaleiros, ou graus de nobreza superiores, mas tornou-se peça integrante de todos os brasões de armas.
2. Paquife ou lambrequim: Era uma peça de pano leve (linho) que servia para proteger o elmo da incidência direta dos raios do Sol e que se prolongava sobre as costas do cavaleiro, servindo de cobre-nuca. Deixar de representar este ornamento no brasão é um erro, pois o paquife é uma peça inseparável do elmo. Os heraldistas estilizaram a peça em forma de folhas de acanto, onduladas, com os principais esmaltes do escudo.

As ilustrações que decoram os escudos dos brasões representam as figuras que tiveram alguma relação causal com a sua origem histórica. Se o fundador da linhagem se distinguiu por um ato de bravura em ataque ou defesa bélica, como prêmio, o rei concedia-lhe um brasão ornamentado com a arma ofensiva (flechas, lanças, machados e espadas) usada na ocasião; seteiras, torres, muros, portões blindados e similares simbolizavam êxitos defensivos. Havia também distinções nobiliárquicas concedidas a protagonistas de episódios extraordinários ocorridos em caçadas reais, os quais eram memorizados com imagens de animais selvagens. Ferimentos graves sofridos por combatentes audazes apareciam ilustrados no escudo sob a forma de partes do corpo humano atingidos pela injúria. Plantas, animais domésticos, feras mitológicas, cruzes, ferramentas, figuras geométricas e eventualmente, suas combinações, tinham motivos factuais com as atividades locais, militares, econômicas, religiosas e sociais da época, reconstruindo assim o sentido de uma multiplicidade de imagens retratando ações, lendas, superstições, dinastias, triunfos e derrotas. A heráldica é uma mistura de regras que consentem adentrar-se nesse mundo de emblemas, sendo considerada por séculos uma ciência por excelência.